# Southia nemoralis
Southia nemoralis är en insektsart som först beskrevs av Ronald Gordon Fennah 1945.  Southia nemoralis ingår i släktet Southia och familjen Kinnaridae. Inga underarter finns listade i Catalogue of Life.